# Годеч
Годе́ч (болг. Годеч) — місто в Софійській області Болгарії. Адміністративний центр общини Годеч.

## Населення
За даними перепису населення 2011 року у місті проживали 4425 осіб.
Національний склад населення міста:
| Національність   | Кількість осіб | Відсоток |
| ---------------- | -------------- | -------- |
| болгари          | 4236           | 99,4%    |
| цигани           | 20             | 0,5%     |
| Всього відповіли | 4261           |          |

Розподіл населення за віком у 2011 році:
Динаміка населення:

## Відомі особистості
В поселенні народився:
- Іван Йорданов (* 1946) — болгарський військовий.